# Волнаттаун (Пенсільванія)
Волнаттаун (англ. Walnuttown) — переписна місцевість (CDP) в США, в окрузі Беркс штату Пенсільванія. Населення — 459 осіб (2020).

## Географія
Волнаттаун розташований за координатами 40°26′48″ пн. ш. 75°50′23″ зх. д. / 40.44667° пн. ш. 75.83972° зх. д. (40.446676, -75.839784).  За даними Бюро перепису населення США в 2010 році переписна місцевість мала площу 1,39 км², уся площа — суходіл. В 2017 році площа становила 1,53 км², уся площа — суходіл.

## Демографія
Згідно з переписом 2010 року, у переписній місцевості мешкали 484 особи в 204 домогосподарствах у складі 137 родин. Густота населення становила 348 осіб/км².  Було 218 помешкань (157/км²).
Расовий склад населення:
| - 99,8 % — білих |

До двох чи більше рас належало 0,0 %. Частка іспаномовних становила 1,4 % від усіх жителів.
За віковим діапазоном населення розподілялося таким чином: 19,6 % — особи молодші 18 років, 60,8 % — особи у віці 18—64 років, 19,6 % — особи у віці 65 років та старші. Медіана віку мешканця становила 45,6 року. На 100 осіб жіночої статі у переписній місцевості припадало 98,4 чоловіків;  на 100 жінок у віці від 18 років та старших — 87,0 чоловіків також старших 18 років.
Середній дохід на одне домашнє господарство  становив 37 352 долари США (медіана — 37 955), а середній дохід на одну сім'ю — 43 794 долари (медіана — 41 875). За межею бідності перебувало 20,0 % осіб, у тому числі 0,0 % дітей у віці до 18 років та 28,2 % осіб у віці 65 років та старших.
Цивільне працевлаштоване населення становило 212 осіб. Основні галузі зайнятості: мистецтво, розваги та відпочинок — 30,7 %, роздрібна торгівля — 17,5 %, виробництво — 16,5 %, освіта, охорона здоров'я та соціальна допомога — 16,5 %.